# DITIB-Merkez-Moschee
Die DITIB-Merkez-Moschee in Duisburg der Türkisch-Islamischen Union der Anstalt für Religion (DİTİB) ist eine islamische Gebetsstätte im Stadtteil Duisburg-Marxloh.

## Raumprogramm
Die im traditionellen osmanischen Stil erbaute Moschee bietet Platz für 800 Betende im Gebetssaal sowie 400 auf der Empore und ist damit eine der größten Moscheen Deutschlands. Das Gebäude hat eine Grundfläche von 40 mal 28 Metern, eine Minaretthöhe von 34 Metern und ein 23 Meter hohes silberfarbenes Kuppeldach. Die Bruttonutzfläche beläuft sich auf ca. 2.500 m². Auf einen Gebetsruf durch einen Muezzin nach außerhalb des Gebäudes wird verzichtet.
In das Gebäude ist eine Begegnungsstätte mit einer Islam-Bibliothek/Islam-Archiv, einem Bistro und mehreren Seminarräumen integriert, deren Bau von der EU und dem Land Nordrhein-Westfalen mit rund 3,4 Millionen Euro gefördert wurde. Die Geschäftsführerin dieser Begegnungsstätte war bis 2010 Zülfiye Kaykin, die im Anschluss von Juli 2010 bis September 2013 Staatssekretärin im Ministerium für Arbeit, Integration und Soziales des Landes Nordrhein-Westfalen war.

## Geschichte
2004 kam die Idee auf, die provisorische Moschee in der früheren Zechenkantine durch einen Moscheeneubau zu ersetzen. Es wurde der Plan entwickelt, eine Begegnungsstätte der Religionen zu errichten. Einem Beirat gehörten Vertreter der christlichen Kirchen, der Parteien und der gesellschaftlichen Gruppen im Stadtteil an. Die Moscheegemeinde ist in der Zeit von 500 auf 750 Mitglieder angewachsen.
Die Moschee wurde 2008 fertiggestellt und am 26. Oktober 2008 eröffnet. Bei der Einweihung waren der Römisch-katholische Bischof von Essen Felix Genn, der Präses der Evangelischen Kirche im Rheinland Nikolaus Schneider, der Ministerpräsident des Bundeslandes Nordrhein-Westfalen Jürgen Rüttgers und der Präsident des Amtes für religiöse Angelegenheiten der Türkei Ali Bardakoğlu zugegen. Für Irritationen im Vorfeld hatte die Tatsache gesorgt, dass das Unternehmen des Solingers Günther Kissel, der für seine extremen rechten politischen Ansichten bekannt war, die Moschee gebaut hatte.
Der Moscheebau wird auch das Wunder von Marxloh genannt, weil eine ungewöhnlich schnelle und reibungsarme Bauzeit zwischen Planung (2004) und Eröffnung (2008) stand und öffentliche Proteste oder Rechtsstreite ausblieben. Dies wird auf die enge Kooperation von Moscheeverein, Stadt, christlichen Gemeinden und anderen Beteiligten zurückgeführt.
Im November 2009 jedoch wurden überraschende personelle Veränderungen bekannt: So wurde der Pressesprecher der DITIB-Merkez-Moschee-Gemeinde Mustafa Kücük seines Amtes enthoben, und Mehmet Özay erklärte seinen Rücktritt als Vorsitzender der Gemeinde. Offenbar war es hinter den Kulissen zu Streitigkeiten zwischen der Moscheegemeinde und dem Trägerverein der Begegnungsstätte gekommen. Neuer Vorstandsvorsitzender der Gemeinde wurde Muhammed Al, sein Stellvertreter Yüksel Aydemir. Außerdem wurden in den Vorstand Hüseyin Cetin (Pressesprecher und Bildungsbeauftragter), Selahattin Avci und Erdal Sen (zuständig für die Fachbücherei), Yusuf Aydin (Öffentlichkeitsarbeit und Ausstellungen), Saban Anac (Buchhalter), Murat Sencan (Jugendarbeit) sowie Özil Mert (Sekretär) gewählt.
Im Januar 2010 teilte die DİTİB mit, dass der Streit beigelegt sei, doch im Februar 2010 kommentierte dann der Integrationsbeauftragte der Landesregierung die Streitigkeiten. Im April 2010 berichtete WDR.de von Konflikten hinter den Kulissen und von zunehmender Abschottung. Auch kam es zu Streitigkeiten zwischen Moschee und der Polizei. Der im Mai 2010 neu gewählte Vorstand der Begegnungsstätte (Vorsitzender: Ismail Komsucuk, zweite Vorsitzende: Helga Maria Poll, Schriftführerin: Gülhanim Anac, Schatzmeister: Sitki Palabiyik) erklärte, die Vergangenheit hinter sich lassen zu wollen. Es sollen gemeinsame Wege gefunden und die Holprigkeiten zwischen den Kulturen überwunden werden. Ebenfalls im Mai 2010 nahm der damalige NRW-Integrationsminister Armin Laschet die Moscheegemeinde in Schutz. Er lobte sie für die gute Integrationsarbeit.
Im März 2011 wurde Muhammed Al als Vorsitzender der Moscheegemeinde bestätigt. Anfang 2013 wurde dann Necati Mert zum Vorsitzenden der Gemeinde gewählt.

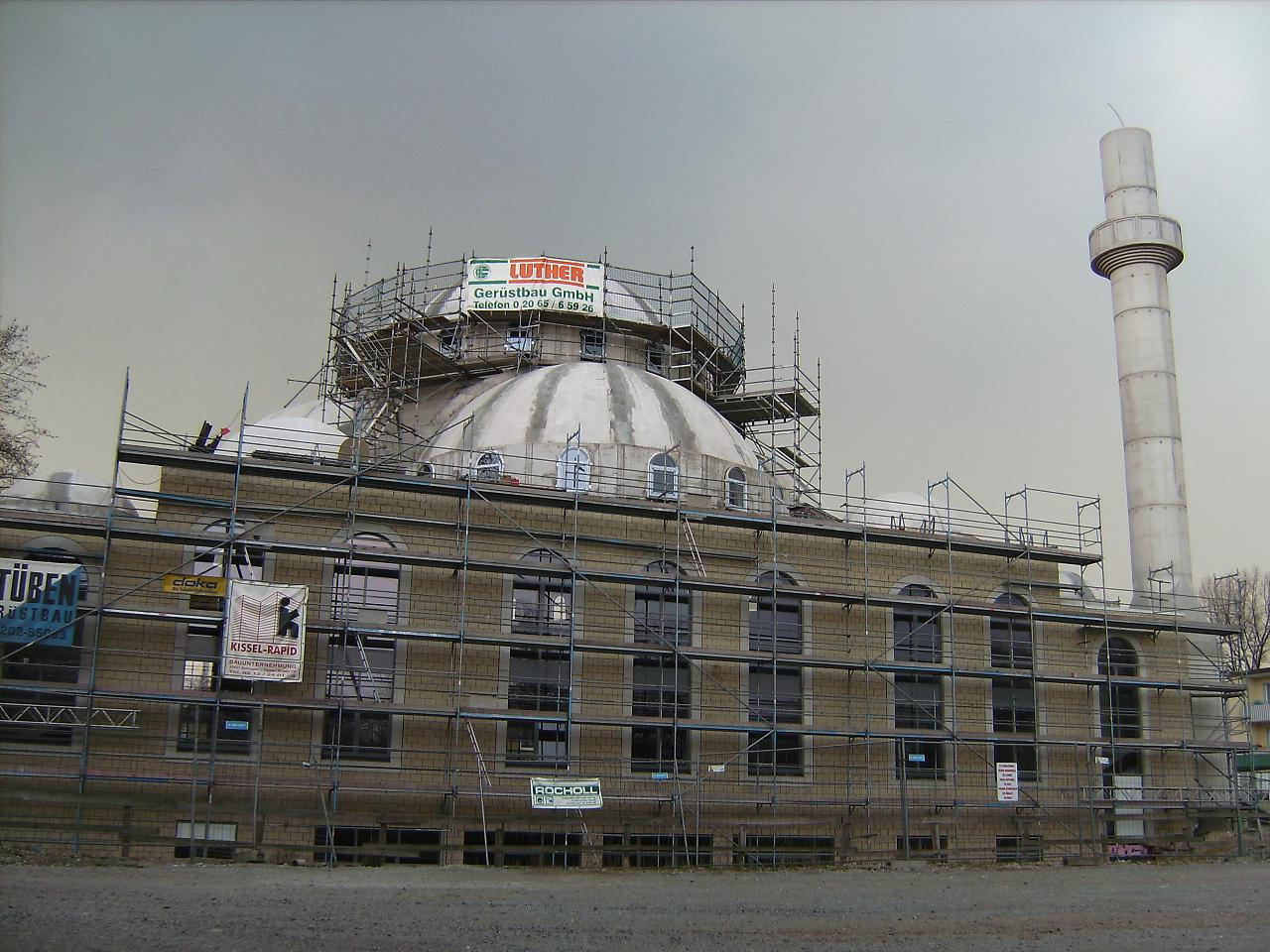
Bauphase im März 2007